# 日石ビルディング
日石ビルディング（にっせきビルディング）は、かつて日本の東京都千代田区丸の内にあった建築物である。旧称は有楽館であるが有楽ビルディングとも呼ばれた。

## 沿革
日本石油（合併により現・ENEOS）会社は1888年（明治21年）、新潟県刈羽郡石地村の地に本社をおいて発足した後、その地を改めること幾度かして、1914年（大正3年）8月3日にいたっては東京府東京市麹町区有楽町一丁目1番地（現・東京都千代田区丸の内三丁目3番1号）にあった三菱第21号館を所有の三菱合資会社地所部から賃借し、それを本社としたが、然るに、会社の業容の拡大によって自社による社屋建設の議が起った。かくして、会社は用地として現社屋の南側敷地を所有の三菱より賃借しその建設を図り、1920年（大正9年）9月28日には基礎工事起工の運びとなって、1922年（大正11年）7月31日にはその全工程がなされるにいたった。当初、会社使用のほかは貸事務所として一般に供され、その名は会社によって有楽館と称されたのである。
建築後に発生した関東大震災においては外壁の一部が破損するなどしたが構造の健全への影響を免れる。
第二次世界大戦で日本が敗戦した後の1945年（昭和20年）10月22日、連合国軍最高司令官総司令部は米軍将校宿舎の用に供するべくしてその翌日の接収を通告し、同月23日をもって有楽ホテルと改称の上全館が明け渡される運びとなった。接収中、会社はその解除を要望する旨特別調達庁に幾度か陳情するもそれは受諾されず、また代用地として日産館隣の敷地を取得したがそれは意図するものに届かなく、1956年（昭和31年）1月16日に返還されるまで供された。
会社は、その後の同年4月16日その名を日石ビルディングと改め、同年7月23日をもって再びそれを本社としたが、より大なる執務空間をなすべく、1962年（昭和37年）8月6日先述の代用地において日石本館と称される新社屋を完成させ、同月12日その本社は退去して前記建物に移転した。それからもしばらくは本社であった空間もあわせて貸事務所として運用されたがついには建て替えの決定がされ、1979年（昭和54年）6月より取り壊しに着手された。そして1981年（昭和56年）7月7日、跡地において新日石ビルヂングが竣工した。

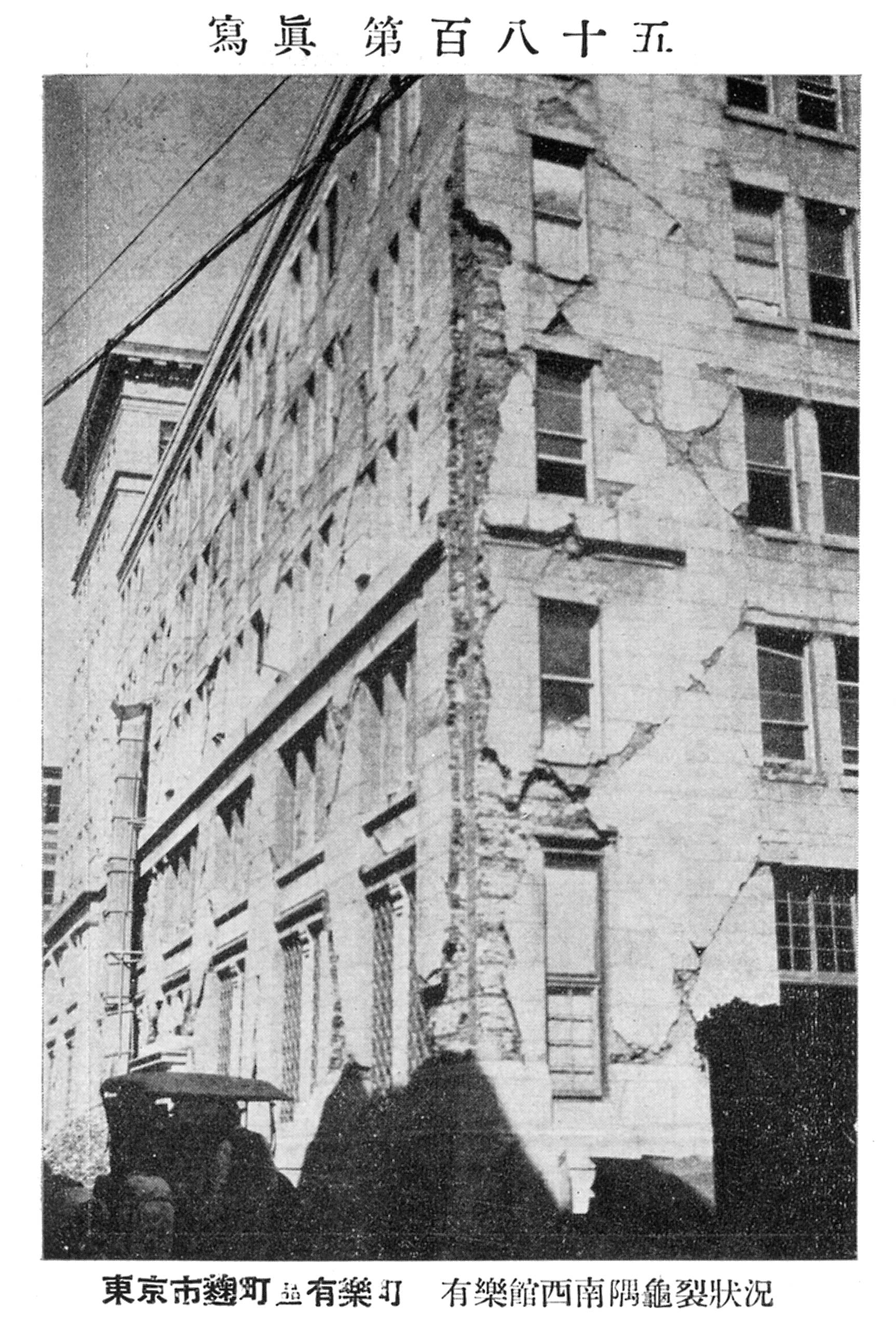
関東大震災により破損した外壁。

## 建築概要
設計は曽禰中條建築事務所によるものであり、フラー建築会社による米国式の工法をもって施工された。総工費およそ440万円。